# Socioecosistema
Un socioecosistema es una unidad 'bio-geo-física' junto con sus factores sociales asociados e instituciones. Los también llamados sistemas socioecológicos (SSE, SES en inglés por socio ecosystem) son complejos, adaptables y delimitados por fronteras espaciales o funcionales que rodean ecosistemas particulares y su contexto particular.

## Definiciones
Un socioecosistema puede ser definido como:
1. Un sistema coherente de factores biofísicos y sociales que regularmente interactúan de una manera resiliente y sostenible;
2. Un sistema que está definido en varias escalas: espacial, temporal y organizativa, las cuales pueden estar jerárquicamente unidas;
3. Un conjunto de recursos críticos (naturales, socioeconómicos y culturales) cuyo flujo y uso está regulado por una combinación de sistemas ecológicos y sociales; y
4. Un sistema perpetuamente dinámico, complejo con adaptación continua.[3][4][5]

Los especialistas han utilizado el concepto de socioecosistemas para enfatizar la pertenencia de los seres humanos a la naturaleza y para acentuar que la delimitación entre los sistemas sociales y los sistemas ecológicos es artificial y arbitraria. Mientras que la resiliencia tiene significado algo diferente en los contextos social y ecológico, el enfoque socioecosistémico afirma que los sistemas sociales y ecológicos están enlazados a través de mecanismos de retroalimentación, y que ambos exhiben resiliencia y complejidad.

## Aproximaciones integradoras
Hasta hace pocas décadas, el punto de contacto entre las ciencias sociales y las ciencias naturales era muy limitado al tratar sistemas socioecológicos. Mientras que la ecología había intentado excluir a los humanos del estudio de la ecología, muchas disciplinas de las ciencias sociales habían ignorado el ambiente por completo y casi habían ignorado su alcance para los humanos. A pesar de que algunos expertos (p. ej. Bateson 1979)  habían tratado de tender puentes entre naturaleza-cultura, la mayoría de los estudios se centraba en investigar procesos dentro del ámbito social, apenas tratando el ecosistema como una “caja negra”  y asumiendo acríticamente la premisa de que si el sistema social se adapta o es organizado institucionalmente, ello también se vería reflejado en la gestión sostenible de los recursos ambientales.
Esto ha cambiado desde los años setenta y ochenta, con el surgimiento de varias subdisciplinas asociadas a las ciencias sociales, pero que explícitamente incluyen al ambiente en la modelación teórica de los asuntos. Estos subcampos son:
- Ética ambiental, la cual surgió de la necesidad de desarrollar una filosofía de relaciones entre humanos y su entorno, porque la ética tradicional sólo aplicaba a las relaciones entre personas.[6]
- Ecología política, la cual expande las preocupaciones ecológicas de manera que incluyan actividades culturales y políticas dentro de un análisis de ecosistemas que es significativa pero no enteramente construido socialmente.[10]
- Historia ambiental qué surgió de la acumulación de material sobre el pasado de las relaciones entre sociedades y su entorno. Particularmente, los descubrimientos en climatología han permitido reconstruir la evolución de la temperatura del planeta desde hace cientos de miles de años.
- Economía ecológica que examina el enlace entre ecología y economía, para promover una visión integrada de la economía de los ecosistemas  (intercambios de energía, acumulación de alimento, etc).[11]
- Reglas de propiedad sobre los recursos naturales, analizando cómo las instituciones y los derechos de propiedad tratan el dilema de la ‘tragedia de los comunes' y, su opuesto, el de la privatización de la naturaleza.[12][13]
- Conocimiento ecológico tradicional, el cual refiere al "entendimiento" ecológico alcanzado no por expertos, sino por residentes locales que utilizan los recursos de un sitio.[14]

Cada una de estas seis áreas es un ‘puente' que abarca combinaciones diferentes de ciencia natural y pensamiento proveniente de las ciencias sociales.

## Origen y fundamentos conceptuales
A pesar de que la teoría de los SSE se basa fuertemente en ecología de sistemas y teoría de la complejidad, no es lo mismo que estas. Los estudios de SSE incluyen algunas preocupaciones sociales centrales (p. ej. equidad y bienestar humano) que tradicionalmente han recibido poca atención en teoría de los sistemas adaptativos complejos y hay áreas de la teoría de la complejidad (p. ej. física cuántica) con poca pertinencia directa para comprender a los SSE.
La teoría de los SSE incorpora ideas de las teorías que se relacionan con el estudio de la resiliencia, la robustez, la sostenibilidad y la vulnerabilidad (p. ej. Levin 1999, Berkes et al. 2003, Gunderson y Holling 2002,  Norberg y Cumming 2008), pero está también preocupada por una gama más amplia de dinámicas de SSE y atributos que cualquiera de estos términos implica. Mientras que la teoría de los SSE abarca una gama de disciplinas-teorías concretas, como biogeografía de islas, nutrición animal y teoría microeconómica,  es mucho más amplia que cualquiera de estas teorías individuales.
Siendo un concepto relativamente nuevo, la teoría de SSE ha emergido de una combinación de plataformas disciplinarias y de la idea de complejidad desarrollada a través del trabajo de muchos especialistas, señaladamente el Santa Fe Institute (2002). Puede afirmarse que la teoría de sistemas complejos es el más importante 'padre intelectual' de la de SSE. Aun así, debido al contexto social en qué los SSE se colocan y la posibilidad de que la teoría de SSE lance recomendaciones que afectarán a personas reales, la investigación de esta última disciplina ha sido considerable más reflexiva (o autoconsciente) y más plural en sus perspectivas que la teoría de la complejidad.
Estudiar SSE desde una perspectiva de sistemas complejos es un campo interdisciplinario que crece rápido y que puede ser visto como un intento de enlazar disciplinas diferentes a un cuerpo nuevo de conocimiento que puede ser aplicado para solucionar algunos de los problemas ambientales más serios. Procesos de administración en los sistemas complejos pueden ser mejorados para hacerlos adaptables y flexibles, capaces de tratar incertidumbre y sorpresa, y preparados para cambiar. Los SSE son complejos y adaptables, lo que significa que requieren contrastación empírica continua, aprendizaje y desarrollo de conocimiento para soportar cambio e incertidumbre.
Un sistema complejo difiere de un sistema simple en que aquel tiene un número de atributos que no puede ser observado en éste, como no linealidad, incertidumbre, propiedades emergentes, escala y autorganización.

### No linealidad
La no linealidad está relacionada con la incertidumbre fundamental. Genera dependencia de trayectoria, la cual refiere a reglas locales de interacción que cambian cuando el sistema evoluciona y se desarrolla. Una consecuencia de la dependencia de trayectoria es la existencia de cuencas múltiples de atracción en el desarrollo de los ecosistemas y el potencial para comportamiento de umbral y cambios cualitativos en dinámica de sistemas, bajo influencias ambientales cambiantes.

### Emergencia
La emergencia es el aspecto de comportamiento que no podría ser anticipado a partir exclusivamente del conocimiento de las partes del sistema.

### Escala
La escala es importante cuándo se trata de sistemas complejos. En un sistema complejo muchos subsistemas pueden ser distinguidos; y entonces muchos de los sistemas complejos son jerárquicos, cada subsistema está anidado en un subsistema más grande, etc. Por ejemplo, una cuenca pequeña puede ser considerada un ecosistema, pero es una parte de una cuenca más grande que también puede ser considerada un ecosistema y una aún más grande abarca todas las cuencas más pequeñas. Fenómenos en cada nivel de la escala tienden a tener sus propiedades emergentes propias y los niveles diferentes pueden ser emparejados a través de relaciones de retroalimentación. Por tanto, los sistemas complejos siempre tendrán que ser analizados o gestionados simultáneamente a escalas diferentes.

### Autorganización
La autorganización es una de las propiedades que definen a los sistemas complejos. La idea básica es que los sistemas abiertos se reorganizan en puntos críticos de inestabilidad. El ciclo adaptativo de renovación de Holling es una ilustración de la reorganización que tiene lugar dentro de los ciclos de crecimiento y renovación. El principio de autorganización, operado a través de mecanismos de retroalimentación, aplica a muchos sistemas biológicos, a sistemas sociales e incluso a mezclas de sustancias químicas sencillas. Computadoras de alta velocidad y técnicas matemáticas no lineales ayudan a simular autorganización, obteniendo resultados complejos y al mismo tiempo efectos ordenados. La dirección de la autorganización dependerá de tales cosas como la historia del sistema;  es dependiente de la trayectoria y difícil de pronosticar.

## Ejemplos de marco conceptual para análisis
Hay varios marcos conceptuales desarrollados en relación con el enfoque de resiliencia.
- Un marco que se enfoca en conocimiento y entendimiento de la dinámica de los ecosistemas, cómo "navegarla" a través de prácticas de administración, instituciones, organizaciones y redes sociales y cómo se relaciona con los agentes que aportan cambio.[5]
- Un modelo conceptual en relación con la robustez de socioecosistemas. Aquí el recurso podría ser agua o una pesquería y los usuarios de los recursos podrían ser labradores regando o pescadores. Proveedores de infraestructura pública son, por ejemplo, las asociaciones de usuarios locales y las agencias de gobierno, mientras que la infraestructura pública incluye reglas institucionales y trabajos de ingeniería.[22]

## Función del conocimiento tradicional en SSE
Berkes y colegas distinguen cuatro conjuntos de elementos, los cuales pueden describir socio-características de sistemas ecológicos y sus conexiones:
1. Ecosistemas
2. Conocimiento local
3. Personas y tecnología
4. Derechos de propiedad

La adquisición de conocimiento por parte de un SSE es un aprendizaje permanente, dinámico y tal conocimiento a menudo emerge con las instituciones y la organización de las personas. Para ser eficaz,  requiere de un marco institucional y redes sociales para estar anidado a través de las escalas. Son las comunidades que interactúan con los ecosistemas diariamente y en periodos largos quienes poseen conocimiento pertinente del recurso y de la dinámica del ecosistema, junto con prácticas de administración asociada. Algunos expertos han sugerido que la administración y gobernanza de los SSE puede beneficiarse de la combinación de sistemas de conocimiento diferentes; otros han intentado importar tal conocimiento al campo de conocimiento científico.  Hay también quienes han argumentado que es difícil separar estos sistemas de conocimiento de sus contextos institucionales y culturales. Finalmente, algunos han cuestionado la función del conocimiento tradicional y local frente a la situación actual de cambio medioambiental dominante y de sociedades globalizadas. Otros expertos han afirmado que lecciones valiosas pueden ser extraídas de tales sistemas para la administración de sistemas complejos; lecciones que también necesitan dar cuenta de las interacciones a través de escalas espaciales y temporales y de niveles organizativos e institucionales, y en particular durante periodos de cambio rápido, incertidumbre y reorganización de sistema.

## Ciclo adaptativo

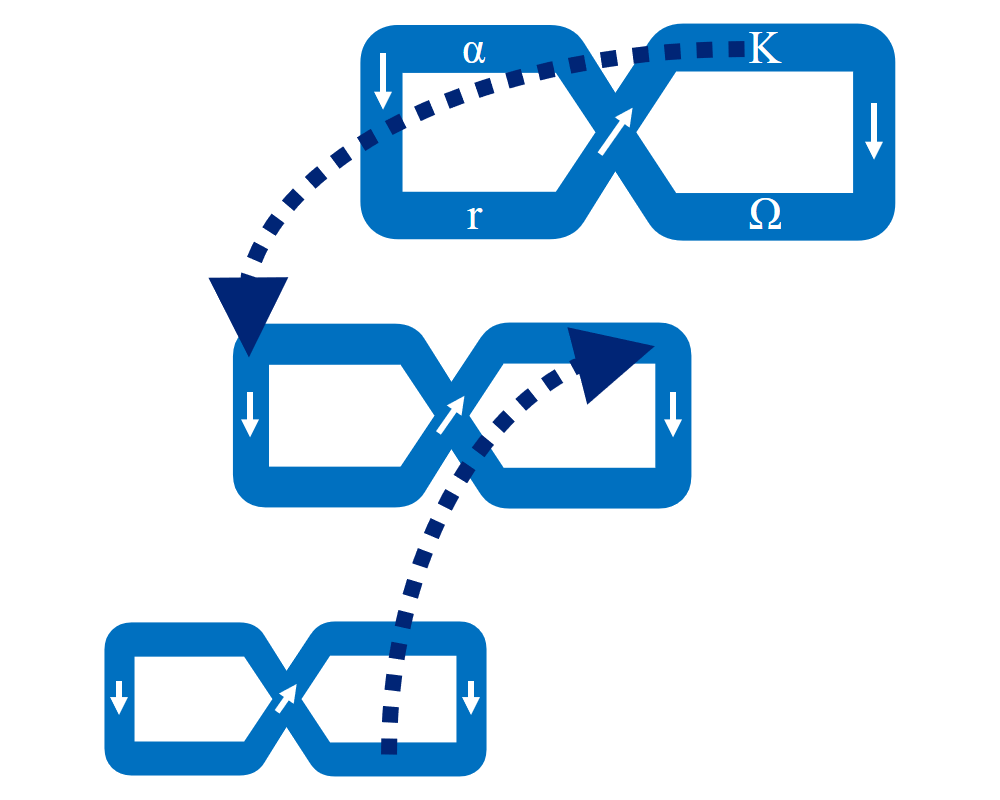
Three levels of a panarchy, three adaptive cycles, and two cross-level linkages (remember and revolt)

El ciclo adaptativo, originalmente conceptualizado por Holling (1986), interpreta la dinámica de ecosistemas complejos en respuesta a perturbaciones y cambio. En términos de su dinámica, el ciclo adaptativo ha sido descrito moviéndose despacio desde la explotación (r ) hacia la conservación (K), manteniendo y desarrollándose muy rápidamente de K para liberar  (W), continuando rápidamente a reorganización (a) y volviendo a explotación (r). Dependiendo de la configuración particular del sistema, puede empezar un nuevo ciclo adaptativo o alternativamente pueda transformarse en una configuración nueva, mostrada como flecha de salida. El ciclo adaptativo es una de las cinco heurísticas utilizadas para entender el comportamiento de un sistema socioecológico. Las otras cuatro heurísticas son: resiliencia, panarquía, transformabilidad y adaptabilidad. Son generalmente aplicables a sistemas ecológicos y sociales, así como a su agregación en SSE.
Las dos dimensiones principales que determinan cambios en un ciclo adaptativo son conectividad y potencial. La conectividad es la representación visual de un ciclo y muestra la capacidad a controlar internamente su propio destino. “Refleja la fuerza de conexiones internas que media y regula las influencias entre procesos internos y mundo exterior”  (p. 50). La dimensión potencial está representada por el eje vertical y sirve para el “potencial inherente de un sistema que está dispuesto a cambiar” (p. 393). Potencial social o cultural puede ser caracterizado por las "redes acumuladas de relaciones: amistad, respeto mutuo y confianza entre personas y entre personas e instituciones de gobernanza” (p. 49). Según la heurística del ciclo adaptativo, los niveles de ambas dimensiones difieren durante el curso del ciclo a lo largo de las cuatro fases. El ciclo adaptativo así pronostica que las cuatro fases del ciclo pueden ser señaladas con base en combinaciones distintas de potencial alto o bajo y en su conectividad

## Gobernanza adaptativa y SSE
La resiliencia de los socioecosistemas está relacionada al grado del shock que el sistema puede absorber y quedar dentro de un estado dado. El concepto de resiliencia es una herramienta prometedora para analizar cambios adaptativos hacia la sostenibilidad porque proporciona una manera para analizar y buscar alcanzar estabilidad frente al cambio.
Para enfatizar los requisitos claves de un sistema socioecológico para una exitosa gobernanza adaptativa, Folke y colegas estudiaron casos de la Florida Everglades y el Gran Cañón. Ambos son complejos socioecosistemas que experimentan degradación indeseada de sus servicios ambientales, pero difieren sustancialmente en términos de su diseño institucional.
La estructura de gobernanza en el Everglades está dominada por el enfrentamiento de los agricultores y los ecologistas que históricamente han estado en conflicto aduciendo la necesidad de conservar el hábitat a expensas de la productividad agrícola . En este caso, poca retroalimentación existe entre el sistema ecológico y el sistema social, y el SSE es incapaz de innovar y de adaptarse (la fase α de reorganización y crecimiento)
En contraste, diferentes tomadores de decisiones han formado un grupo de administración adaptable en el caso del Gran Cañón, utilizando administración planificada y observando para aprender sobre los cambios que ocurren en el ecosistema para incorporar las mejores prácticas. Tal es un arreglo en gobernanza que crea la oportunidad de aprendizaje institucional, permitiendo un periodo exitoso de reorganización y crecimiento.  Tal aproximación al aprendizaje institucional está siendo más común cuando las organizaciones civiles, el científico y las comunidades colaboran para gestionar ecosistemas.

## Enlaces a desarrollo sostenible
El concepto de socioecosistemas ha sido desarrollado para proporcionar tanto un beneficio científico prometedor como un impacto en los problemas ambientales actuales. Una relación conceptual y metodológica cercana existe entre el análisis de socioecosistemas, la búsqueda de complejidad y la transdisciplina. Estos tres conceptos están basados en modelos e ideas similares de razonamiento. Además, la investigación en socioecosistemas casi siempre utiliza la transdisciplina como modo de operación para conseguir una orientación adecuada y para asegurar resultados integradores. Los problemas de desarrollo sostenible están intrínsecamente ligados al sistema socioeconómico encargado de enfrentarlos. Esto significa que los científicos de las disciplinas pertinentes, así como los tomadores de decisiones implicados, tienen que ser considerados como elementos del sistema socioecológico en cuestión.